# نیکولای بودوروف
نیکولای جورجیف بودوروف (بلغاری: Николай Георгиев Бодуров؛ زادهٔ ۳۰ مهٔ ۱۹۸۶) بازیکن فوتبال اهل بلغارستان است
از باشگاه‌هایی که در آن بازی کرده‌است می‌توان به لیتکس لووچ، فولام، میتیولن ، استقلال و زسکا صوفیه اشاره کرد.
وی همچنین در تیم ملی فوتبال بلغارستان بازی کرده‌است.

## آمار حرفه ای
| عملکرد           | عملکرد           | عملکرد           | لیگ      | لیگ      | جام      | جام      | قاره‌ای | قاره‌ای | دیگر | دیگر | مجموع | مجموع |
| فصل              | باشگاه           | لیگ              | بازی     | گل       | بازی     | گل       | بازی   | گل     | بازی | گل   | بازی  | گل    |
| ایران            | ایران            | ایران            | لیگ برتر | لیگ برتر | جام حذفی | جام حذفی | آسیا   | آسیا   | دیگر | دیگر | مجموع | مجموع |
| ---------------- | ---------------- | ---------------- | -------- | -------- | -------- | -------- | ------ | ------ | ---- | ---- | ----- | ----- |
| ۲۰۰۴-۲۰۰۵        | پیرین ۱۹۲۲       | گروه بی          | ۲۹       | ۰        | ۵        | ۰        | _      | _      | _    | _    | ۳۴    | ۰     |
| ۲۰۰۵-۲۰۰۶        | پیرین ۱۹۲۲       | لیگ بلغارستان    | ۱۳       | ۰        | ۳        | ۰        | _      | _      | _    | _    | ۱۶    | ۰     |
| مجموع پیرین ۱۹۲۲ | مجموع پیرین ۱۹۲۲ | مجموع پیرین ۱۹۲۲ | ۴۲       | ۰        | ۸        | ۰        | _      | _      | _    | _    | ۵۰    | ۰     |
| ۲۰۰۶-۲۰۰۷        | پیرین ۱۹۲۲       | گروه بی          | ۱۶       | ۰        | ۳        | ۰        | _      | _      | _    | _    | ۱۹    | ۰     |
| ۲۰۰۷-۲۰۰۸        | پیرین ۱۹۲۲       | لیگ بلغارستان    | ۲۷       | ۱        | ۳        | ۰        | _      | _      | _    | _    | ۳۰    | ۱     |
| ۲۰۰۸-۲۰۰۹        | پیرین ۱۹۲۲       | لیگ بلغارستان    | ۲۲       | ۰        | ۴        | ۰        | _      | _      | _    | _    | ۲۶    | ۰     |
| مجموع پیرین ۱۹۲۲ | مجموع پیرین ۱۹۲۲ | مجموع پیرین ۱۹۲۲ | ۶۵       | ۱        | ۱۰       | ۰        | _      | _      | _    | _    | ۷۵    | ۱     |
| ۲۰۰۹-۲۰۱۰        | لیتکس            | لیگ بلغارستان    | ۱۸       | ۲        | ۲        | ۰        | _      | _      | _    | _    | ۲۰    | ۲     |
| ۲۰۱۰-۲۰۱۱        | لیتکس            | لیگ بلغارستان    | ۲۵       | ۲        | ۳        | ۰        | ۵      | ۰      | _    | _    | ۳۳    | ۲     |
| ۲۰۱۱-۲۰۱۲        | لیتکس            | لیگ بلغارستان    | ۱۹       | ۳        | ۳        | ۰        | ۶      | ۱      | _    | _    | ۲۸    | ۴     |
| ۲۰۱۲-۲۰۱۳        | لیتکس            | لیگ بلغارستان    | ۱۸       | ۰        | ۵        | ۰        | _      | _      | _    | _    | ۲۳    | ۰     |
| ۲۰۱۳-۲۰۱۴        | لیتکس            | لیگ بلغارستان    | ۲۷       | ۱        | ۲        | ۰        | _      | _      | _    | _    | ۲۹    | ۱     |
| ۲۰۱۴-۲۰۱۵        | لیتکس            | لیگ بلغارستان    | ۲        | ۰        | ۰        | ۰        | ۴      | ۰      | _    | _    | ۶     | ۰     |
| مجموع لیتکس      | مجموع لیتکس      | مجموع لیتکس      | ۱۰۹      | ۸        | ۱۵       | ۰        | ۱۵     | ۱      | ۰    | ۰    | ۱۳۹   | ۹     |
| ۲۰۱۴-۲۰۱۵        | فولام            | چمپیونشیپ        | ۳۸       | ۱        | ۴        | ۰        | _      | _      | ۲    | ۰    | ۴۴    | ۱     |
| ۲۰۱۵-۲۰۱۶        | فولام            | چمپیونشیپ        | ۳        | ۰        | ۰        | ۰        | _      | _      | ۲    | ۰    | ۵     | ۰     |
| مجموع فولام      | مجموع فولام      | مجموع فولام      | ۴۱       | ۱        | ۴        | ۰        | _      | _      | ۴    | ۰    | ۴۹    | ۱     |
| ۲۰۱۵-۲۰۱۶        | میتیولن          | سوپر لیگ دانمارک | ۱۵       | ۰        | ۰        | ۰        | ۲      | ۰      | _    | _    | ۱۷    | ۰     |
| مجموع میتیولن    | مجموع میتیولن    | مجموع میتیولن    | ۱۵       | ۰        | ۰        | ۰        | ۲      | ۰      | _    | _    | ۱۷    | ۰     |
| ۲۰۱۶-۲۰۱۷        | زسکا صوفیه       | لیگ بلغارستان    | ۱۶       | ۱        | ۰        | ۰        | _      | _      | _    | _    | ۱۶    | ۱     |
| ۲۰۱۷-۲۰۱۸        | زسکا صوفیه       | لیگ بلغارستان    | ۳۳       | ۲        | ۳        | ۱        | _      | _      | _    | _    | ۳۶    | ۳     |
| ۲۰۱۸-۲۰۱۹        | زسکا صوفیه       | لیگ بلغارستان    | ۲۹       | ۰        | ۴        | ۰        | ۳      | ۰      | _    | _    | ۳۶    | ۰     |
| ۲۰۱۹-۲۰۲۰        | زسکا صوفیه       | لیگ بلغارستان    | ۲        | ۰        | ۰        | ۰        | ۳      | ۰      | _    | _    | ۵     | ۰     |
| مجموع زسکا صوفیه | مجموع زسکا صوفیه | مجموع زسکا صوفیه | ۸۰       | ۳        | ۷        | ۱        | ۶      | ۰      | _    | _    | ۹۳    | ۴     |
| ۲۰۱۹-۲۰۲۰        | استقلال          | لیگ برتر         | ۱        | ۰        | ۰        | ۰        | ۲      | ۰      | _    | _    | ۳     | ۰     |
| مجموع استقلال    | مجموع استقلال    | مجموع استقلال    | ۱        | ۰        | ۰        | ۰        | ۲      | ۰      | _    | _    | ۳     | ۰     |
| مجموع آمار       | مجموع آمار       | مجموع آمار       | ۳۵۳      | ۱۳       | ۴۴       | ۱        | ۲۵     | ۱      | ۴    | ۰    | ۴۲۶   | ۱۵    |

## تیم ملی
گل های ملی
| #  | تاریخ         | محل                            | حریف     | نمره  | نتیجه | رقابت                  |
| -- | ------------- | ------------------------------ | -------- | ----- | ----- | ---------------------- |
| 1. | ۱۳ اکتبر ۲۰۱۴ | ورزشگاه اولوال ، اسلو ، نروژ   | نروژ     | 1-1 _ | 1-2   | مقدماتی یوفا یورو ۲۰۱۶ |
| 2. | ۲۶ مارس ۲۰۱۸  | پانچو آرنا ، فلکسوت ، مجارستان | قزاقستان | 2-1 _ | 2-1   | دوستانه                |

امتیازات و نتایج، تعداد گل های بلغارستان را در ابتدا مشاهده می کنید.

### آمار ملی بر پایه سال میلادی
| تیم ملی بلغارستان | تیم ملی بلغارستان | تیم ملی بلغارستان |
| سال               | بازی ها           | گل                |
| ----------------- | ----------------- | ----------------- |
| ۲۰۱۰              | ۳                 | ۰                 |
| ۲۰۱۱              | ۴                 | ۰                 |
| ۲۰۱۲              | ۹                 | ۰                 |
| ۲۰۱۳              | ۶                 | ۰                 |
| ۲۰۱۴              | ۶                 | ۱                 |
| ۲۰۱۵              | ۵                 | ۰                 |
| ۲۰۱۶              | ۲                 | ۰                 |
| ۲۰۱۷              | ۴                 | ۰                 |
| ۲۰۱۸              | ۸                 | ۱                 |
| ۲۰۱۹              | ۴                 | ۰                 |
| مجموع             | ۵۱                | ۲                 |

## افتخارات

### لیتکس لووچ
- لیگ حرفه ای آ فوتبال  بلغارستان: ۲۰۰۹–۲۰۱۰، ۲۰۱۰–۲۰۱۱
- سوپر جام فوتبال بلغارستان: ۲۰۱۰